# Kate Mosse
Katharine Mosse assina como Kate Mosse OBE (Chichester, 20 de outubro de 1961) é uma escritora inglesa de romances, não-ficção e contista, além de radialista. Ela é mais conhecida por seu romance Labyrinth, de 2005, que foi traduzido para mais de 37 idiomas.

## Biografia
Kate Mosse nasceu em Chichester, Inglaterra, e foi criada em Fishbourne, West Sussex, também Inglaterra, como a mais velha de três irmãs nascidas de um advogado, Richard Mosse (1920–2011) e Barbara Mosse (1931–2014). A tia de Mosse estava envolvida na campanha pela ordenação de mulheres e seu avô era vigário.
Ela é casada com o dramaturgo Greg Mosse e tem dois filhos adultos.
Em 1989, ela e seu marido compraram uma pequena casa em Carcassonne, na região de Languedoc, no sudoeste da França, a inspiração para sua trilogia best-seller de romances históricos. Ela voltou para sua cidade natal de Chichester em 1998, quando se tornou a primeira diretora executiva do Chichester Festival Theatre.

### Carreira
O primeiro livro da Trilogia Languedoc, Labyrinth, apareceu em 2005. Um best-seller número um internacionalmente, vendeu milhões de cópias e foi o título mais vendido no Reino Unido em 2006. Ele também ganhou o prêmio de melhor livro no programa de TV Richard & Judy no British Book Awards de 2006 e foi nomeado como um dos 25 melhores livros da Waterstones dos últimos 25 anos. A minissérie Labyrinth foi transmitida em 2013.
Em janeiro de 2021, Kate Mosse lançou #WomanInHistory, uma campanha global de celebração convidando as pessoas a citar uma mulher da história, que achavam que deveria ser mais conhecida.

## Prêmios
Mosse foi nomeada Oficial da Ordem do Império Britânico (OBE) nas Honras de Aniversário de 2013 por serviços à literatura.
Em 2000 ela foi nomeada Mulher Europeia de Realização (European Woman of Achievement) por sua contribuição para as artes.  Ela foi nomeada uma das 1000 pessoas mais influentes de Londres nas artes em 2013 pelo The Evening Standard . Em 2019, foi nomeada Professora Visitante de Literatura Contemporânea e Escrita Criativa na Universidade de Chichester .

## Obras
- Eskimo Kissing (1996)
- Crucifix Lane (1998)
- The Cave (novela, 2009)
- The Winter Ghosts (2009)
- The Mistletoe Bride & Other Haunting Tales (antologia, 2013)
- The Taxidermist's Daughter (2014)

### Trilogia Languedoc
1. Labyrinth (2005) Labirinto (Suma de Letras, 2006)
2. Sepulchre (2007) Sepulcro (Suma de Letras, 2009)
3. Citadel (2012)

### Série The Burning Chambers
- The Burning Chambers (2018)
- The City of Tears (2020)

### Não-ficção
- Becoming a Mother (1993)
- The House: Behind the Scenes at the Royal Opera House, Covent Garden (1995)
- Chichester Festival Theatre at Fifty (2012)

### Teatro
- Syrinx (2009)
- Endpapers (2011)
- The Taxidermist's Daughter (adaptação, 2020)